# Sullom Voe

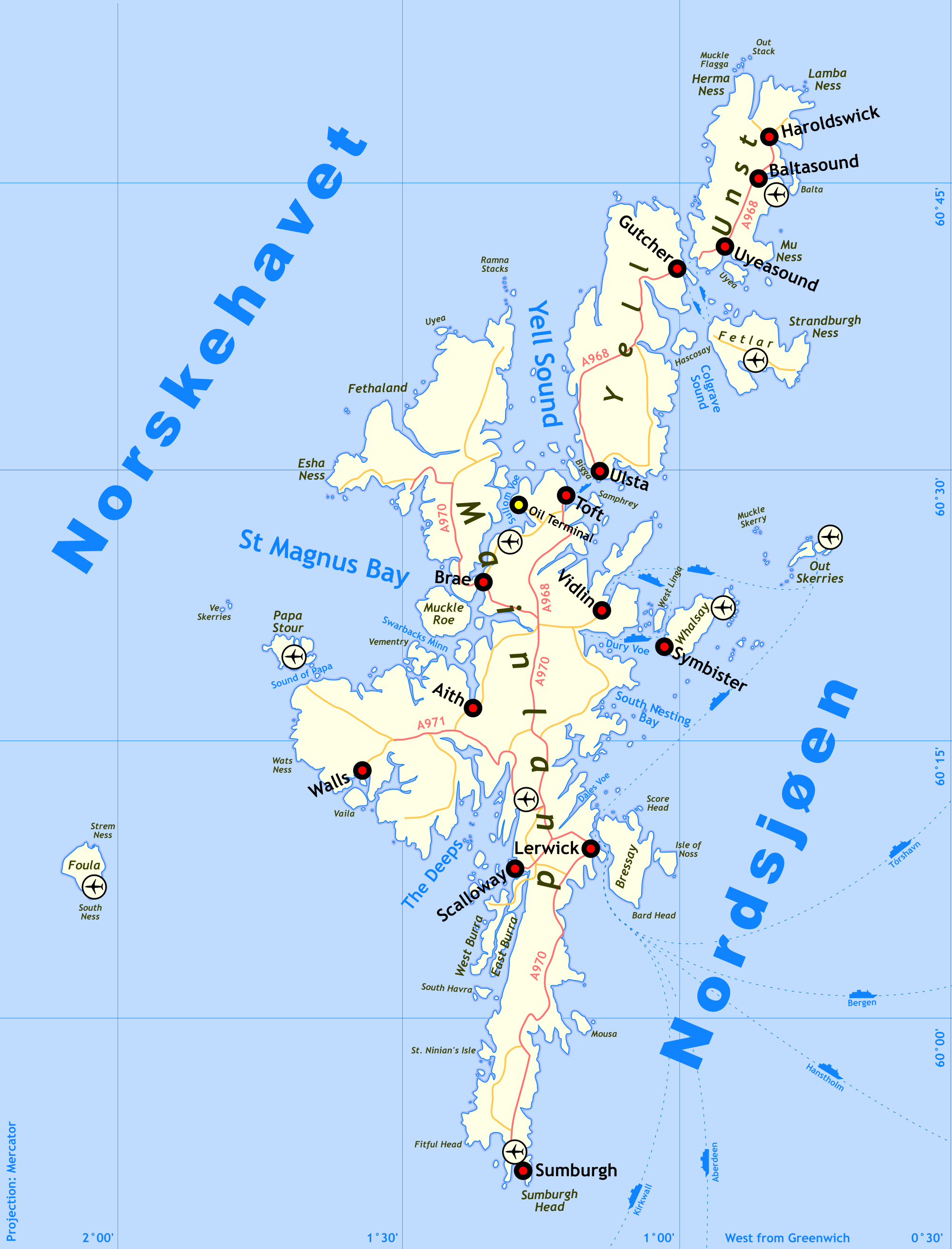
Carte des Shetland avec Sullom Voe au centre

Sullom Voe est un bras de mer situé entre l'île de North Mainland et la presqu'île Northmavine dans les Shetland en Écosse.
Sur sa rive Est se trouve le terminal pétrolier de Sullom Voe, ainsi que l'aéroport de Scatsta. C'est une importante voie navigable de l'Écosse.
À l'extrémité Sud se trouve l'isthme de Mavis Grind qui sépare l'Océan Atlantique de la Mer du Nord.

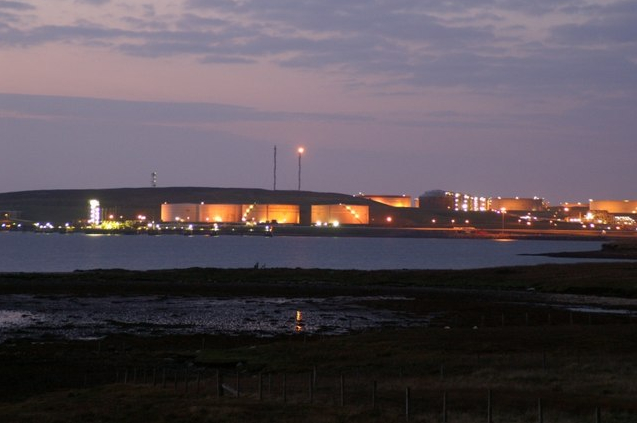
Vue de Sullom Voe et du terminal pétrolier